# روبرت ك. واتسون
روبرت ك. واتسون (بالإنجليزية: Robert K. Watson)‏ هو شخصية أعمال أمريكي، ولد في 1961 في شيكاغو في الولايات المتحدة.